# Joan Fitzgerald
Joan Fitzgerald, condesa de Ormond y de Desmond (irlandés: Siobhán Nic Gearailt ) (fallecida en 1565), fue una noble irlandesa, miembro de la familia FitzGerald, ingleses viejos, también conocida como "Geraldinos".
Estuvo casada en tres ocasiones; su primer marido, James Butler, que había sido propuesto en 1522 para casarse con Ana Bolena para resolver disputas territoriales entre las familias Butler y Bolena. En segundo lugar se casó con Francis Bryan, cortesano y Justiciar de Irlanda. Finalmente, se casó con Gerald FizGerald, XIV conde de Desmond, que contribuyó a mantener la paz entre Butlers y FitzGerald de Desmond, que eran enemigos ancestrales. Tras su muerte, su viudo reanudó las hostilidades atacando a su hijo Thomas Butler, X conde de Ormond.
Durante su tercer matrimonio mantuvo correspondencia amistosa Isabel I de Inglaterra, que reconoció su habilidad diplomática y confió en ella para restaurar y mantener la precaria paz en el sur de Irlanda.

## Nacimiento y orígenes
Joan nació probablemente en 1514 en Munster, Irlanda, hija única hija y heredera de James Fitz Maurice FitzGerald, X conde de Desmond y su esposa Amy O'Brien. Su padre pertenecía a los FitzGeralds de Desmond, rama cadete de los Geraldinos, de los que los FitzGeralds of Kildare eran la rama principal.
Su madre era hija de Turlough O'Brien, un obispo de Killaloe anterior a la reforma (fallecido en 1525 o 1526), que no había permanecido célibe. La familia de su madre eran los O'Briens de Ara (condado de Tipperary), rama cadete de los O'Brien, reyes de Thomond.

## Disputas familiares con los vecinos
En la década de 1520, su padre mantuvo enfrentamientos contra los señores de Muskerry en el condado de Cork y los condes de Ormond en el este de Munster. También luchó contra su tío Thomas Fitz Thomas FitzGerald, llamado "el Calvo", que se puso del lado de sus enemigos. Finalmente, en septiembre de 1520 o 1521, su padre fue derrotado en la Abadía de Mourne, al sur de Mallow, condado de Cork, por una alianza formada por Cormac Laidir Oge MacCarthy, señor de Muskerry, y Tomás el Calvo.
En diciembre, Muskerry, Tomás el Calvo y Piers Butler, conde de Ormond, sitiaron sin éxito a su padre en Dungarvan.

## Herencia
El padre de Joan murió el 18 de junio de 1529. Según el Diccionario de biografía irlandesa, murió en Rathkeale, condado de Limerick, muy probablemente en Castle Matrix. Sin embargo, según fuentes más antiguas, murió en Dingle, siendo enterrado en Tralee. Como única hija legítima, Joan FitzGerald era la heredera universal, pero su tío abuelo Tomás el Calvo, enemigo de su padre, era el heredero varón y le sucedió como conde de Desmond.

## Primer matrimonio y descendencia
El primer marido de Joan FitzGerald fue James Butler. Era el hijo mayor de Piers Butler, que había estado en una disputa con Tomás Bolena sobre la propiedad y el título de Ormond después de que el séptimo conde muriera sin descendencia 1515. Piers Butler había propuesto en 1522 a su hijo como novio de Ana Bolena para resolver la disputa pero,por razones desconocidas, las negociaciones fracasaron y Ana se casó posteriormente con Enrique VIII de Inglaterra. En 1528, Enrique VIII obligó a Piers Butler a renunciar al título de conde de Ormond y convertirse en su lugar en conde de Ossory. Por lo tanto, el nuevo marido de Joan FitzGerald ya tenía alrededor de treinta años cuando finalmente se casó con ella en 1530.Su dote estaba formada por territorios situados en Tipperary a lo largo del límite entre las posesiones de Desmond y Ormond, incluidos los manors de Clonmel, Kilfeakle y Kilsheelan.
James y Joan tuvieron siete hijos:
1. Tomás (c. 1532 – 1614), Black Tom, que sucedió a su padre como décimo conde de Ormond,[19]
2. Edmundo de Cloughgrenan (1534-1602),[20]
3. Juan de Kilcash (fallecido en 1570), se casó con Catalina, hija de Cormac na Haoine MacCarthy Reagh, X príncipe de Carbery, con quien tuvo un hijo, Walter, XI conde de Ormond,[21]
4. Walter de Ballynodagh, fundador de los Butler de Nodstown,[22]
5. Santiago de Duiske,[23]
6. Eduardo de Cloughinche, se casó con María, segunda hija de Richard Burke, cuarto conde de Clanricarde, de quien tuvo descendencia,[24]
7. Piers de Grantstown,[25]

Tras la dramática caída de los Bolena, el condado de Ormond volvió a manos de su suegro en febrero de 1538. El 26 de agosto de 1539, su marido sucedió recibió el título de IX conde de Ormond y segundo conde de Ossory, convirtiéndola en doble condesa.
El 17 de octubre de 1546 Ormond fue a cenar a Ely House en Holborn, Londres, donde envenando junto con su mayordomo y 16 de sus sirvientes, posiblemente por instigación de Anthony St Leger, Lord Diputado de Irlanda y oponente político. Ormond murió el 28 de octubre, dejando a Lady Ormond como una joven condesa viuda de unos treinta años. Tomás, su heredero, tenía sólo 15 años y, por lo tanto, quedó bajo la tutela del rey. Joan viajó a Londres para vigilar la tutela. Como viuda, pudo actuar legalmente de forma independiente y recuperó el control de su dote. Administró su dote y su unión y desempeñó un papel importante en los asuntos de la casa Ormond.

## Segundo matrimonio
En agosto de 1548, fue convencida para casarse con el cortesano y diplomático inglés Francis Bryan. Se cree que el matrimonio fue una maniobra para impedir que Joan se casara con su primo, Gerald FitzGerald, heredero del condado de Desmond. Al igual que ella, Bryan ya había estado casado una vez, sin hijos. La unión no fue feliz.
No obstante, Lady Ormond reclamó el derecho de mantener un ejército privado de Gallowglass en Kilkenny, lo que molestó mucho a Edward Bellingham, que había sustituido a St Leger como lord diputado de Irlanda.
La pareja regresó a Irlanda en noviembre de 1549 y Bryan fue nombrado Lord Justicia de Irlanda el 27 de diciembre de 1549 reemplazando a Bellingham.
Bryan murió repentinamente el 2 de febrero de 1550, en Clonmel.Algunos sospecharon que se trataba de un envenenamiento y se llevó a cabo una autopsia. Mientras Bryan agonizaba en Clonmel, Joan supuestamente estaba en una expedición de caza con su primo segundo, Gerald FitzGerald.

## Tercer matrimonio
No se conoce la fecha exacta de su tercer matrimonio, pero Joan no dejó pasar mucho tiempo antes de casarse nuevamente, esta vez con su primo segundo Gerald FitzGerald. Ambos eran bisnietos de Thomas FitzGerald, séptimo conde de Desmond y Gerald era el heredero forzoso de James FitzGerald. Ella tenía unos 41 años mientras que él tenía unos 17. En 1551, su hijo Thomas recibió la librea de la finca Ormond.
El matrimonio permitió una paz temporal en Irlanda entre las familias rivales de Butler y FitzGerald. El 14 de octubre de 1558 recibió el título de conde de Desmond, lo que convirtió a Joan en condesa de Desmond. Utilizó su considerable talento para la diplomacia para actuar como "pacificadora" entre su hijo mayor y su tercer marido.

## Disputa entre Desmond y Ormond
Joan mantuvo una correspondencia amistosa con la reina Isabel, quien reconoció su capacidad y confió en ella para restaurar y mantener la precaria paz en Munster después de que su marido, rompió la tregua con su hijo Thomas, que había sucedido a su padre como conde de Ormond. Después de que las dos facciones comenzaron a realizar incursiones entre sí, Joan trató de establecer la paz entre ambos bandos en 1560. En 1562, su marido fue enviado a la Torre de Londres por su comportamiento supuestamente "insolente" ante el Consejo Privado. Joan trabajó duro para persuadir a la reina de que lo liberara. Finalmente tuvo éxito y su marido regresó a Irlanda en noviembre de 1563.
En 1560 su intervención aseguró un resultado pacífico en un enfrentamiento cerca de Tipperary, conocido como "la batalla que nunca existió".

## Muerte
Lady Desmond murió el 2 de enero de 1565 en Askeaton, condado de Limerick. Fue enterrada en el convento franciscano de Askeaton. Después de su muerte, la relación entre Dermond y Ormond se deterioró rápidamente y el 8 de febrero de 1565 ambos bandos se enfrentaron en la batalla de Affane, donde Thomas Butler capturó a FitzGerald. Las posteriores rebeliones de Desmond le valieron a su viudo el sobrenombre de "conde rebelde" y terminaron con su confiscación y muerte en 1583.